# Medetera mucronata
Medetera mucronata är en tvåvingeart som beskrevs av Negrobov 1991. Medetera mucronata ingår i släktet Medetera och familjen styltflugor. Inga underarter finns listade i Catalogue of Life.